# Poncho Sanchez
Pour les articles homonymes, voir Sanchez.
Poncho Sanchez (né le 30 octobre 1951) est un artiste de latin jazz, un chanteur de salsa, un chef d'orchestre et un conguero.

## Biographie
Cadet d'une famille de onze enfants, Poncho Sanchez est né à Laredo au Texas et a grandi à Norwalk, Californie.
Il a été musicalement influencé par la musique Afro-Cubaine (mambo, son, cha-cha-cha, rumba, guaracha, salsa) et ses artistes (Tito Puente, Mongo Santamaria, Manny Oquendo…), mais aussi par le jazz bebop, avec des artistes comme Charlie Parker. À l'origine guitariste, on a découvert son talent de chanteur lors d'une audition pour un groupe de R&B.
Au lycée, il a appris à jouer flûte, batterie et timbales avant de décider finalement de se spécialiser dans les congas.
En 1975, à 23 ans, l'idole de Sanchez, le vibraphoniste Cal Tjader, l'invite à rejoindre son groupe.
Sanchez a joué un rôle crucial comme conguero pendant plusieurs années jusqu'à la mort de Tjader en 1982.
Poncho Sanchez, depuis, enchaîne les sorties d'albums sous l'ancien label de Cal Tjader (Concord Picante Records).
Aujourd'hui, Sanchez est reconnu comme étant l'un des percussionnistes américains les plus influents du latin jazz.
Il passe fréquemment des plus grandes salles de concert aux festivals de jazz (Montreux Jazz Festival…)
En 2000, Sanchez et son orchestre ont gagné le Grammy Award du meilleur album de latin jazz (Latin Soul sur le label Concord Picante Records).
Il a collaboré avec Cal Tjader, Mongo Santamaria, Tower of Power, Maceo Parker entre autres.

## Discographie
- 1979/1980 - Gaviota (compilation de ses 2 premiers albums Poncho et Straight Ahead)
- 1982 - Baila Mi Gente Salsa! (compilation)
- 1982 - Sonando
- 1983 - Bien Sabroso
- 1985 - El Conguero
- 1986 - Papa Gato[1]
- 1987 - Fuerte[2]
- 1988 - La Familia[3]
- 1989 - Chile con Soul
- 1990 - A Night at Kimball's East
- 1990 - A Night With Poncho Sanchez Live (Bailar)
- 1990 - Cambios
- 1992 - El Mejor
- 1993 - Para Todos[4]
- 1995 - Conga Blue
- 1995 - Soul Sauce (Memories Of Cal Tjader)
- 1997 - Freedom Sound
- 1998 - Afro-Cuban Fantasy[5]
- 1998 - The Concord Jazz Heritage[6]
- 1999 - Latin Soul
- 2000 - Soul of the Conga
- 2001 - Latin Spirits[7]
- 2002 - Ultimate Latin Dance Party (2CD set) (compilation)
- 2003 - Out of sight[8]
- 2003 - Poncho at Montreux
- 2004 - Instant Party (compilation)
- 2005 - Do it ![9]
- 2007 - Raise Your Hand
- 2019 - Trane's Delight chez Concord Picante